# Pnigalio longulus
{{Taxobox
| name = Pnigalio longulus
| status = 
| image = 
| image_caption = 
| domain_sv = 
| domain = 
| regnum_sv = Djur
| regnum = Animalia
| phylum_sv = Leddjur
| phylum = Arthropoda
| classis_sv = Egentliga insekter
| classis = Insecta
| ordo_sv = Steklar
| ordo = Hymenoptera
| familia_sv = Finglanssteklar
| familia = Eulophidae
| genus_sv = 
| genus = Pnigalio
| species_sv = 
| species = Pnigalio longulus
| taxon = Pnigalio longulus
| taxon_authority = (Zetterstedt, 1838)
| range_map = 
| range_map_caption = Utbredningsområde
| image2 = 
| image2_caption = 
| subphylum = Hexapoda
| subphylum_sv = Sexfotingar
| superfamilia = Chalcidoidea
| superfamilia_sv = Glanssteklar
| synonyms = Teleogmus arcticus Thomson, 1878
Eulophus pisidice Walker, 1839
Eulophus longulus ([[ (Zetterstedt, 1838)|Zetterstedt]], 1838)
Entedon longulus [[ (Zetterstedt, 1838)|Zetterstedt]], 1838
}}
Pnigalio longulus är en stekelart som först beskrevs av [[ (Zetterstedt, 1838)|Zetterstedt]] 1838.  Pnigalio longulus ingår i släktet Pnigalio och familjen finglanssteklar. Arten är reproducerande i Sverige. Inga underarter finns listade i Catalogue of Life.